# 公認野球規則
公認野球規則（こうにんやきゅうきそく）とは、日本における野球の公式ルールを定めた文書であり、また、その文書を編纂した書籍のことをいう。内容は基本的にアメリカのMLB公式野球ルールである"Official Baseball Rules"を翻訳したもので、公認野球規則ではこれに日本独自の注釈や軟式野球に関する付記を行ったものである。

## 改定
アメリカの野球規則委員会 (THE OFFICIAL PLAYING RULES COMMITTEE) による"Official Baseball Rules"の改定は独自に行われる。これに際して例えば日本の意見を聞くといったことはなく、改定時期を世界同時にしようという考えもない。したがって通常は、アメリカでの改定に追従する形で、翌年に（日本の）公認野球規則に反映される。反対に、日本での改定（1957年）を機にアメリカで採用（1975年）されたルールも存在する。
つまり、アメリカにはアメリカの、日本には日本のルールがあり、後者は前者を大いに参考としたが、どちらもあくまでその国固有のルールである。アメリカでは必要があればルール改定をするが、そのことを積極的に国外へ通知することもなければ（ただし最新ルールはWeb上で一般に公開されている）、ましてや同様の改定を他国に強制するわけでもない。日本は日本の判断でアメリカに追従した方がよいとして、やや遅れて改定を行っているだけである。
アメリカと日本の規則は必ずしも完全に一致しないため、一方の規則は満たしていてももう一方の規則は満たしていないという問題が発生しうる。一例としてエスコンフィールドHOKKAIDOにおけるファウルゾーンの距離の問題がある。本球場は日本国内にあるがアメリカの規則に基づいて設計されたため、日本の規則を満たしておらず問題となった。いったんは球場を管理する日本ハム球団が日本の規則に見合うよう改修を行うことを発表したものの、2023年のプロアマ合同の日本野球規則委員会で本問題について指摘があり、最終的には球団がNPBに対して野球振興協力金を支払うことで不問とされた。このトラブルを受け、完全には一致していない部分（ニュアンスや解釈の違いを含む）について時間をかけて検討し改定を目指していくことが決定された。

## 沿革
日本における野球規則は、プロとアマチュアで別のものを使用していた時期があった。

### プロ野球
- 1936年 「最新野球規則」（山内以九士編）に改正を加え施行。
- 1941年 1940年のアメリカ改正ルールをもとに、「日本野球規則」（広瀬謙三、山内以九士共編）を編纂。
- 1951年 セ・パ両リーグ合同野球規則協議会が開催され、従来の「日本野球規則」に代えて「1950年改訂最新野球規則」（神田順治編）に訂正補足を加えて施行。
- 1953年 1951年制定の規則書およびアメリカのルール改正に基づき「最新野球規則」を制定。

### アマチュア野球
- 1950年 社会人野球協会（現・日本野球連盟）、日本学生野球協会および全日本軟式野球連盟が共同して「アマチュア野球規則」を統一制定。
- 1951年 前3団体に加え、全日本大学野球連盟および全国高等学校野球連盟の2団体を加え、前年編纂した「アマチュア野球規則」を「公認野球規則」と改めて施行。

### プロ・アマ統一
- 1955年 プロ・アマで分裂していた野球のルールの統一化を図るため、規則の一本化について両者の合意が得られ、プロ側より島秀之助、二出川延明、柳原基、山内以九士、横沢三郎、アマチュア側から相田暢一、小川正太郎、神田順治、久保田高行、鈴木美嶺、坪井忠郎、萩原兼頼、山本英一郎らがそれぞれ出席し、規則書執筆に当たった。
- 1956年 プロ・アマ合同で施行される初の「1956年版公認野球規則」が編纂され、適用される。

爾後、毎年国内外の状況に応じてルールの改正が行われている。
プロ野球コミッショナー事務局内に「日本野球規則委員会」が置かれており、解釈に疑義が生じた場合の応対や、毎年のルールの改正について検討を行っている。

## 内容
著作権の関係から、各章の表題のみ記す。
なお、2015年に"Official Baseball Rules"が規則条文の構成を一新したのを受け、日本においても2016年度版から条文構成が変更されている。
- 1・00 試合の目的（1・01-1・06）
- 2・00 競技場（2・01-2・05）
- 3・00 用具・ユニフォーム（3・01-3・10）
- 4・00 試合の準備（4・01-4・08）
- 5・00 試合の進行（5・01-5・12）
- 6・00 反則行為（6・01-6・04）
- 7・00 試合の終了（7・01-7・04）
- 8・00 審判員（8・01-8・04）
- 9・00 記録に関する規則（9・01-9・23）
- 本規則における用語の定義 （ 1 - 83 ）

以下は2015年度版以前の規則条文の構成である。
2016年度版については巻末に条文対比表が掲載されている。
- 1・00 試合の目的、競技場、用具（1・01-1・17）
- 2・00 本規則における用語の定義（2・01-2・82）
- 3・00 試合の準備（3・01-3・18）
- 4・00 試合の開始と終了（4・01-4・19）
- 5・00 ボールインプレイとボールデッド（5・01-5・11）
- 6・00 打者（6・01-6・10）
- 7・00 走者（7・01-7・12）
- 8・00 投手（8・01-8・06）
- 9・00 審判員（9・01-9・05）
- 10・00 記録に関する規則（10・01-10・23）

## 書籍としての公認野球規則
書籍としての「公認野球規則」は2006年より一般向けに1冊1000円（税別）で市販されているが、それまでは長く関係者のみに配布される非売品であった。
1990年代までは規則書執筆に当たった鈴木美嶺などが「公認野球規則を解説した」書籍がベースボール・マガジンなどから出版されていた。また「公認野球規則」そのものは、毎年2月に週刊ベースボールなどの野球雑誌に「関係者向けに実費頒布」する広告が掲載され、郵便振替の振込先に送料を含んだ総額を送金することで入手する方法が主であった。ただし、専用の用紙は添付されていなかった。2005年版は1冊750円でベースボール・マガジン社より頒布された。また、市販化開始前でも、大都市圏の一部大手書店などには、一時期置かれていたこともあった。この当時の装丁は、市販化以降のものよりもシンプルなものであった。毎年冊子の色が変更されていた為、収集するファンもいた。
市販化開始に踏み切る2006年、日本野球機構が公式サイト上で市販化開始について野球の発展普及を目的としたと理由を述べている。その上で、ファンから市販化開始への熱望や購入方法を尋ねる意見も多かったとしている。
書籍としての公認野球規則の版権は日本プロフェッショナル野球組織、日本野球連盟、日本学生野球協会、全日本大学野球連盟、日本高等学校野球連盟、全日本軟式野球連盟の各団体に属するものとされている。

### 書誌情報
鈴木美嶺らが解説していた時代のもの。規則全文は記載されていない。
- 鈴木美嶺『詳解公認野球規則 1981』恒文社、1981年5月。
- 鈴木美嶺『わかりやすい公認野球規則 1982』恒文社、1982年。ISBN 4-770-40487-5。
- 鈴木美嶺『わかりやすい公認野球規則 1987』ベースボール・マガジン社、1987年4月。ISBN 4-583-02603-X。
- 鈴木美嶺『わかりやすい公認野球規則 1990』ベースボール・マガジン社、1990年6月。ISBN 4-583-02833-4。
- 鈴木美嶺『わかりやすい公認野球規則 1991』ベースボール・マガジン社、1991年6月。ISBN 4-583-02900-4。
- 鈴木美嶺、郷司裕『わかりやすい公認野球規則 1992』ベースボール・マガジン社、1992年5月。ISBN 4-583-02982-9。
- 鈴木美嶺、郷司裕『わかりやすい公認野球規則 1993』ベースボール・マガジン社、1993年5月。ISBN 4-583-03059-2。
- 鈴木美嶺、郷司裕『わかりやすい公認野球規則 1994』ベースボール・マガジン社、1994年5月。ISBN 978-4583031323。

公式に市販化されるようになってからのもの。規則全文が記載されている。
- 日本プロフェッショナル野球組織・日本野球連盟・日本学生野球協会・全日本大学野球連盟・日本高等学校野球連盟・全日本軟式野球連盟編纂『公認野球規則 2006』ベースボール・マガジン社、2006年4月。ISBN 4-583-03888-7。
- 日本プロフェッショナル野球組織・日本野球連盟・日本学生野球協会・全日本大学野球連盟・日本高等学校野球連盟・全日本軟式野球連盟編纂『公認野球規則 2007』ベースボール・マガジン社、2007年4月。ISBN 978-4-583-10012-8。
- 日本プロフェッショナル野球組織・日本野球連盟・日本学生野球協会・全日本大学野球連盟・日本高等学校野球連盟・全日本軟式野球連盟編纂『公認野球規則 2008』ベースボール・マガジン社、2008年4月。ISBN 978-4-583-10088-3。
- 日本プロフェッショナル野球組織・日本野球連盟・日本学生野球協会・全日本大学野球連盟・日本高等学校野球連盟・全日本軟式野球連盟編纂『公認野球規則 2009』ベースボール・マガジン社、2009年4月。ISBN 978-4-583-10160-6。
- 日本プロフェッショナル野球組織・日本野球連盟・日本学生野球協会・全日本大学野球連盟・日本高等学校野球連盟・全日本軟式野球連盟編纂『公認野球規則 2010』ベースボール・マガジン社、2010年4月。ISBN 978-4-583-10248-1。
- 日本プロフェッショナル野球組織・日本野球連盟・日本学生野球協会・全日本大学野球連盟・日本高等学校野球連盟・全日本軟式野球連盟編纂『公認野球規則 2011』日本プロフェッショナル野球組織、2011年3月。ISBN 978-4583103457。
- 日本プロフェッショナル野球組織・日本野球連盟・日本学生野球協会・全日本大学野球連盟・日本高等学校野球連盟・全日本軟式野球連盟編纂『公認野球規則 2012』日本プロフェッショナル野球組織、2012年4月。ISBN 978-4583104454。
- 日本プロフェッショナル野球組織・日本野球連盟・日本学生野球協会・全日本大学野球連盟・日本高等学校野球連盟・全日本軟式野球連盟編纂『公認野球規則 2013』日本プロフェッショナル野球組織、2013年4月。ISBN 978-4583105475。
- 日本プロフェッショナル野球組織・日本野球連盟・日本学生野球協会・全日本大学野球連盟・日本高等学校野球連盟・全日本軟式野球連盟編纂『公認野球規則 2014』日本プロフェッショナル野球組織、2014年3月。ISBN 978-4583106595。
- 日本プロフェッショナル野球組織・全日本野球協会編纂『公認野球規則 2015』ベースボール・マガジン社、2015年3月27日。ISBN 978-4583107905。
- 日本プロフェッショナル野球組織・全日本野球協会編纂『公認野球規則 2016』ベースボール・マガジン社、2016年4月。ISBN 978-4583109763。
- 日本プロフェッショナル野球組織・全日本野球協会編纂『公認野球規則 2017』ベースボール・マガジン社、2017年4月。ISBN 978-4583111032。